# Pfrunger-Burgweiler Ried
Das Pfrunger-Burgweiler Ried (früher Pfrunger Ried) ist nach dem Federsee mit 2600 Hektar das zweitgrößte zusammenhängende Moorgebiet Südwestdeutschlands.

## Lage
Das Ried liegt auf einer durchschnittlichen Höhe von 610 m ü. NHN in den Landkreisen Ravensburg und Sigmaringen, in der Nähe der Gemeinden Wilhelmsdorf und Ostrach. Umgeben wird es von tertiären Molassebergen, die in der Rinkenburg (718 m ü. NHN) und dem Höchsten (837,8 m ü. NHN) ihre höchsten Erhebungen erreichen.
Von der ehemals fast 3000 Hektar großen Moorfläche sind nur geringe Teile erhalten geblieben. Fast 2000 Hektar wurden in Grünland verwandelt, etwa 400 Hektar mit Birken- und Schwarzerlen bestockt. 120 Hektar Wasserflächen entstanden durch Torfstich; somit sind vor allem die Nieder- und Zwischenmoorbereiche bis auf wenige Reste verschwunden. Die Hochmoore sind jedoch weitflächig erhalten geblieben und weisen eine Fläche von fast 150 Hektar auf.
Das Naturschutzgebiet Pfrunger-Burgweiler Ried besteht in einer Ausdehnung von 780 Hektar seit 1980. Es wird sowohl intensiv wissenschaftlich als auch erlebnispädagogisch betreut und ist Besuchern auf mehreren Lehrpfaden zugänglich.

## Geschichte

### Entstehung
Das heutige Moorgebiet ist ein Rest eines nacheiszeitlichen Sees, der sich nach Abschmelzen des Rheingletschers nach und nach mit Sedimenten und mineralischen Einlagerungen verfüllte und somit teilweise verlandete. So entstanden Flachmoore und an manchen Stellen über ihnen Hochmoore. Diese Gebiete waren durch Tiefgründigkeit und Nässe gekennzeichnet und eigneten sich nicht für eine dauerhafte menschliche Besiedelung. Allerdings bildeten sich auch durch mineralische Einschwemmungen feste Inseln, auf denen die ersten festen menschlichen Siedlungen entstanden. Der Kernbereich des Gebietes blieb aber unbesiedelt und galt als unbebaubares, minderwertiges Land.

### Besiedlung
Das Sumpfgebiet war über viele Jahrhunderte eher schwach besiedelt. Erst im 18. Jahrhundert kam es zu größeren Landnahmen. Im Pfrunger Ried trafen die Länder Baden, Hohenzollern und Württemberg aufeinander. Die Wälder um das Ried und das Moor selbst boten für Räuber- und Gesindebanden wie die des „Schwarzen Veri“ (Xaver Hohenleiter) im Frühjahr 1819 schnelle Rückzugsmöglichkeiten und Verstecke, was eine Strafverfolgung teils über Landesgrenzen hinweg erschwerte.
Wilhelmsdorf
Dieses Gebiet wurde 1824 von der königlich württembergischen Verwaltung einer strenggläubigen evangelischen Brüdergemeinde mit besonderen Rechten und Pflichten übereignet. Damit sollten weitere Auswanderungen von Nichtkatholiken aus dem nach den Napoleonischen Kriegen ohnehin geschwächten Lande vermieden werden.
So entstand die Siedlung Wilhelmsdorf, die sich nach ihrem Donator König Wilhelm I. von Württemberg benannte. Von den Bewohnern der katholischen Nachbargemeinden wurden die in den ersten Jahrzehnten ohne Privatbesitz lebenden Sektierer äußerst skeptisch betrachtet.
Im beginnenden 20. Jahrhundert erlebte das Gebiet durch den Torfabbau eine kurze Prosperität. Heute ist Wilhelmsdorf ein prosperierender Ort, der in vielen Belangen noch immer den Geist der ehemaligen Brüdergemeinde atmet. Vor allem im Schulwesen sowie im Sozialbereich weist die Kommune hervorragende Einrichtungen auf.
Seit dem 19. Jahrhundert, mit der Gründung Wilhelmsdorfs, wurde das Ried entwässert, kultiviert und Torf abgebaut. 1996 wurde zwar der Torfabbau verboten, doch mit der Trockenlegung gelangt Sauerstoff in die Torfschicht und sorgt dafür, dass der Torf durch mikrobiellen Abbau weiter schrumpft. Im Torf enthaltener Stickstoff und Kohlenstoff entweicht in Form von klimarelevanten Gasen wie Kohlendioxid und Lachgas. Somit ist die Erhaltung des Moors ein Beitrag zum Klimaschutz.

## Eingriffe
Von der ehemals 2600 Hektar großen Moorwildnis wurden durch den Menschen rund 2000 Hektar in Grünland überführt, 360 Hektar sind mit Birkenbruchwald oder Forst bestockt, 100 Hektar verwandelten die Torfstecher in Wasserflächen. Auf 130 Hektar finden sich noch weitgehend ungestörte Hochmoor-Biotope.

### Moorflächen
Auf nur mehr knapp zehn Hektar sind die Nieder- und Zwischenmoorflächen zusammenschrumpft – verursacht sowohl durch die natürliche Veränderung wie auch durch menschliche Eingriffe bedingt (Entwässerung, Verfüllung, Düngung und Torfgewinnung). Das einzige noch natürliche Stillgewässer im Pfrunger Ried ist der 5,5 Hektar große Lengenweiler See. Dieses Toteisloch, bereits auf der Inneren Jungmoräne nahe Wilhelmsdorf, war jedoch nie Teil des heute restlos vermoorten Pfrunger Ursees.

### Seen und Weiher

#### Fünfeckweiher
Entstanden ist der etwa 3,5 Hektar große Fünfeckweiher in den 1920er Jahren, damals begann der industrielle Torfabbau, Bagger ersetzten die bisherigen handbetriebenen Torfstechmaschinen, aus kleinen Torfstichtümpeln wurden Baggerseen. Die Entwicklung des Fünfeckweihers mit Übergangsmoor-Schwingrasen bleibt der Natur überlassen, zukünftig kann eine natürliche Gewässerverlandung beobachtet werden.

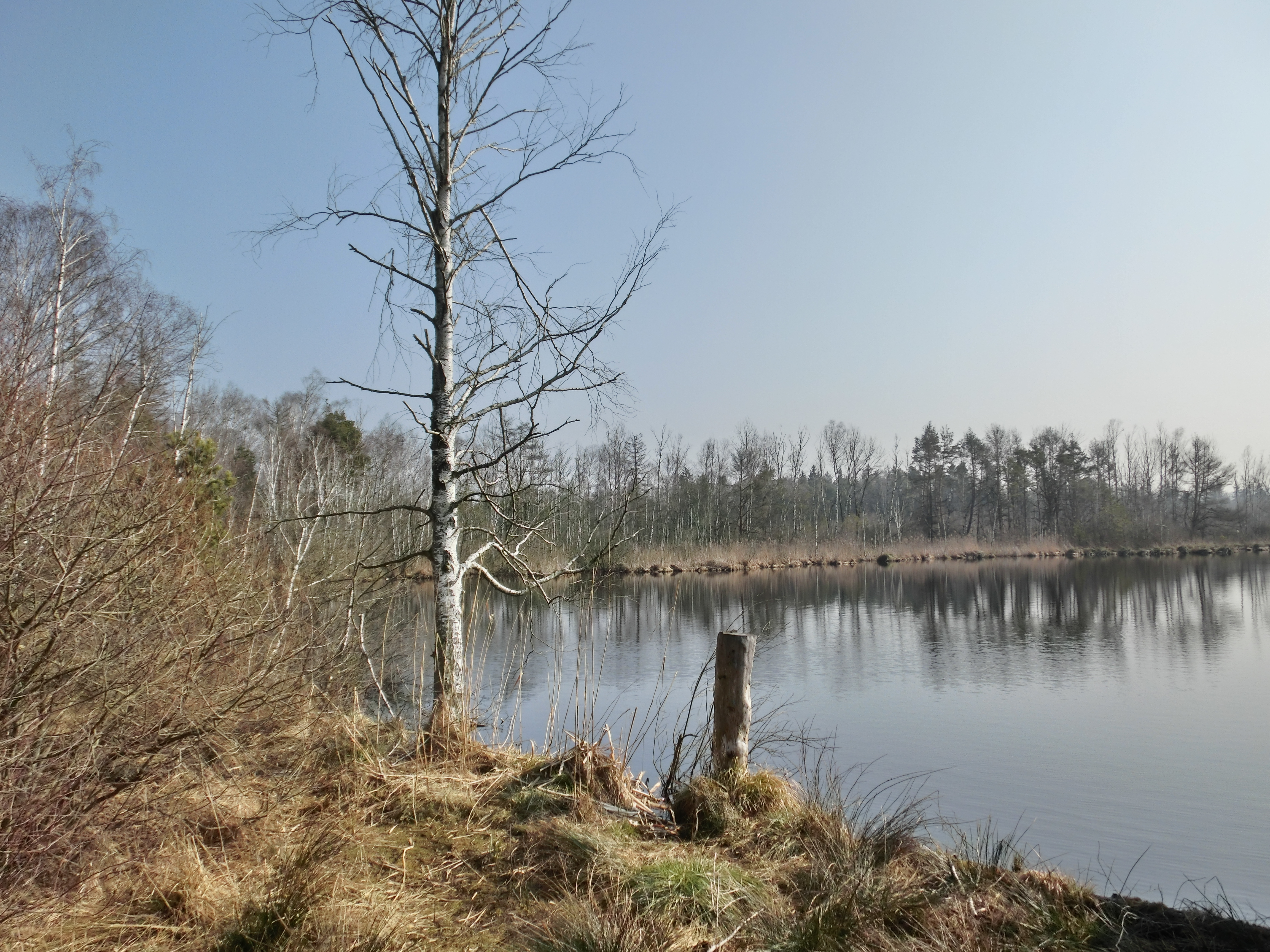
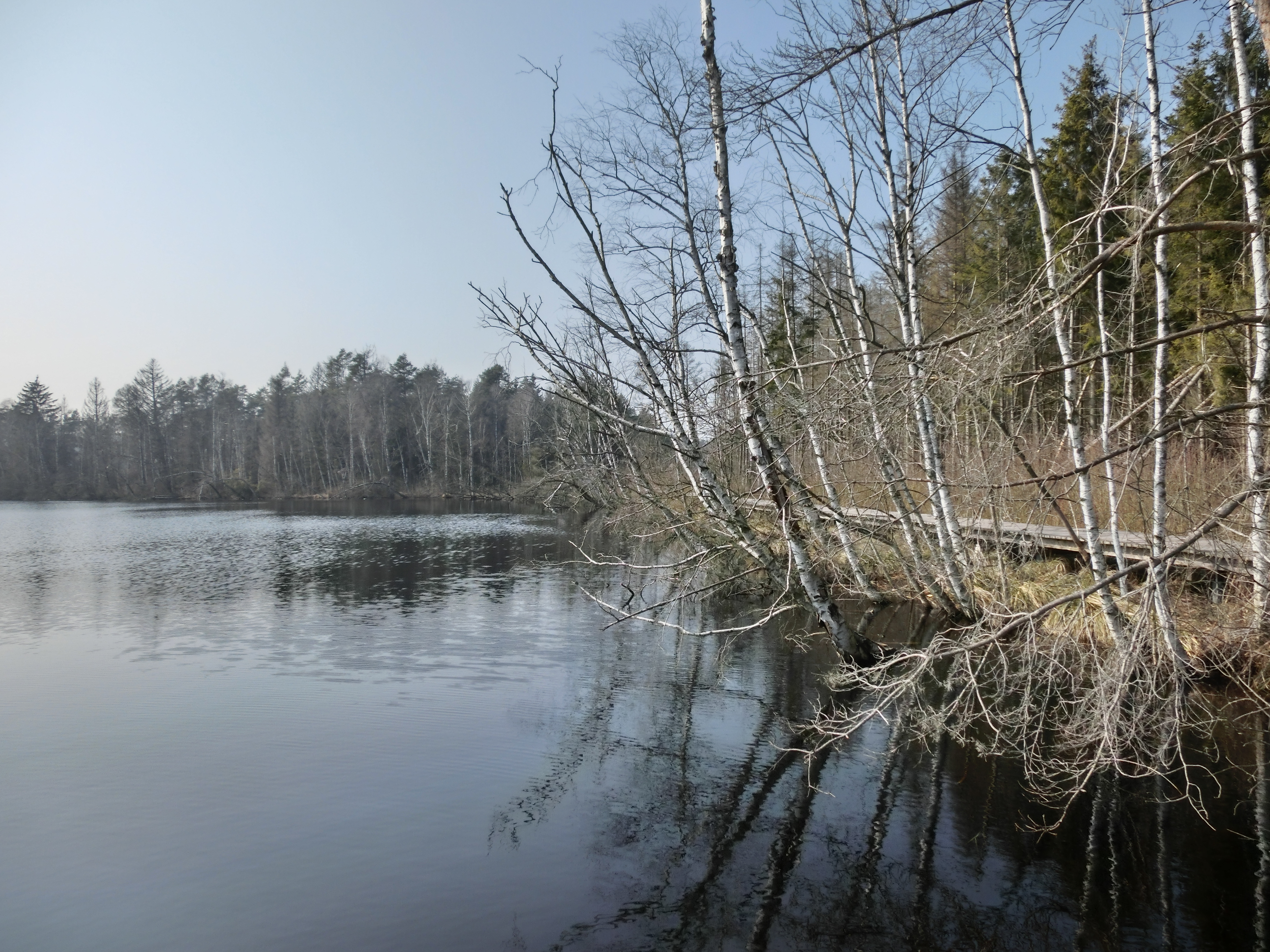
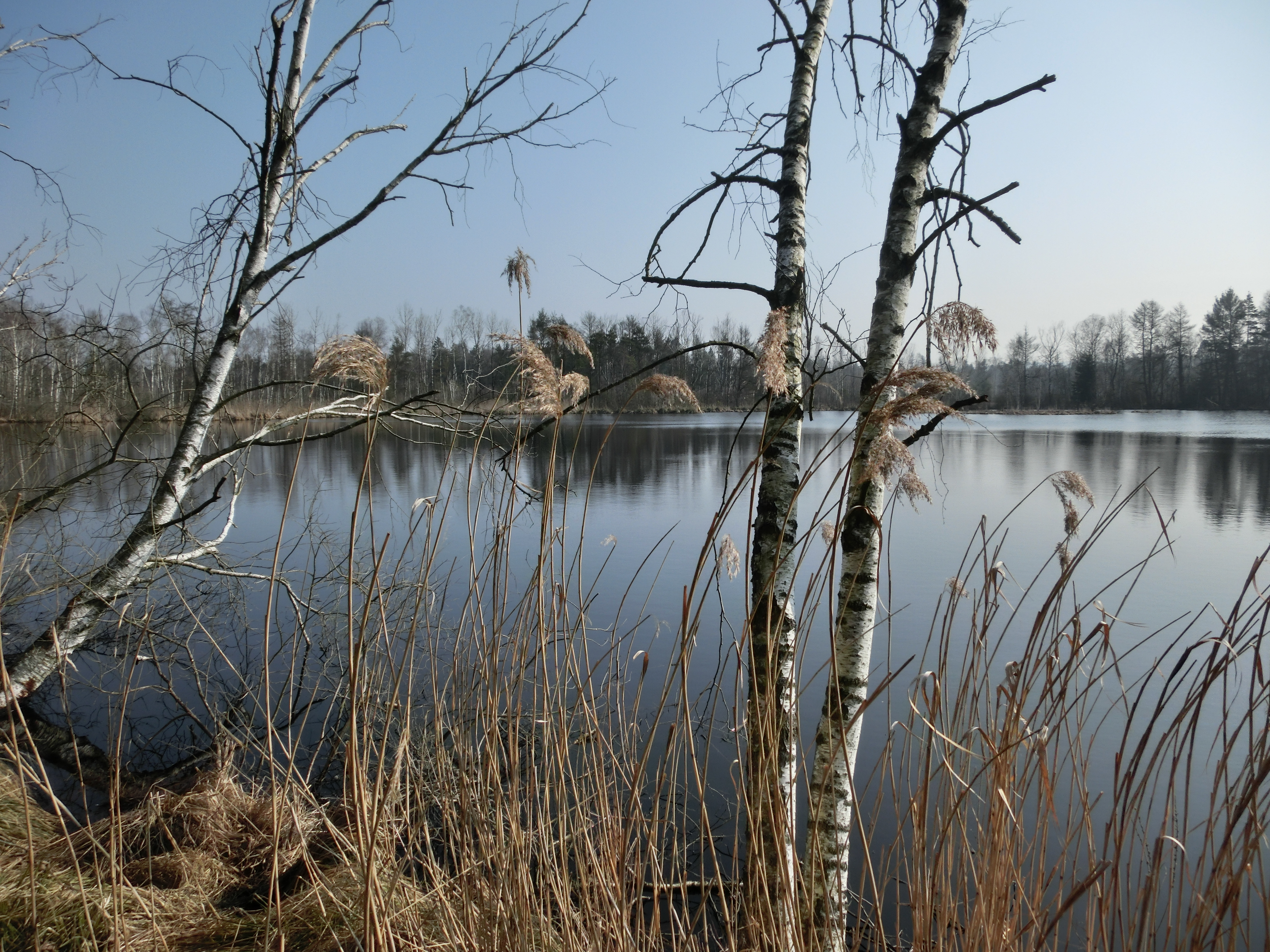
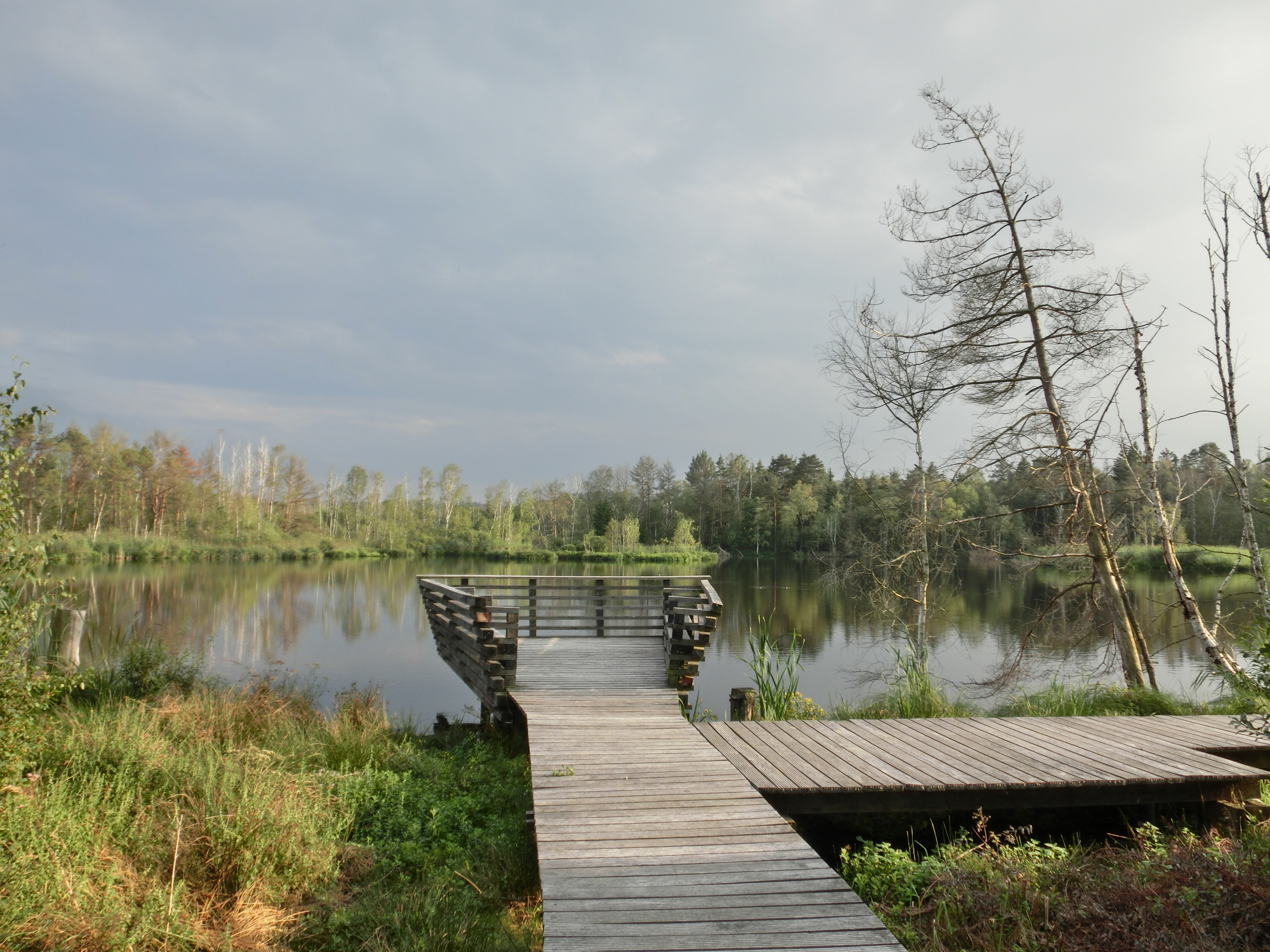

#### Hundsche Teiche
Die verlandeten Torfstiche entstanden zu Beginn des 20. Jahrhunderts, dienten dann zur Fischzucht und sind heute Lebensraum für eine interessante Vogelwelt.

#### Torfbaggerseen
Die Torfbaggerseen beim Riedhof entstanden ab Mitte des 19. Jahrhunderts ebenfalls durch industriellen Torfabbau bis nach dem Zweiten Weltkrieg.

#### Vogelsee
Der 1970 bis 1996 durch industriellen Torfabbau entstandene Vogelsee ist Lebensraum für Biber und Eisvogel.

## Naturschutzgebiet
Die Anfänge des Naturschutzgebietes liegen in den 1940er Jahren. Der damalige „Bund für Heimatschutz in Württemberg und Hohenzollern“ kaufte aus den Hinterlassenschaften des industriellen Torfabbaus der Firma Bosch eine Fläche von 50 Hektar Seen und verlandeter Torfstiche. Bis in die 1990er Jahre erwarb der Schwäbische Heimatbund (Nachfolger des obigen Bundes für Heimatschutz)  noch weitere 130 Hektar.

### Naturschutzzentrum
Anfang 1990 erwarb die Gemeinde Wilhelmsdorf ein älteres Wohn- und Geschäftshaus für Zwecke des Naturschutzes. Das Grundstück lag neben dem in den 80er Jahren angelegten ersten Teil des Riedlehrpfades. 1994 konnte das Gebäude als Naturschutzzentrum Wilhelmsdorf den Betrieb aufnehmen. Vertragliche Grundlage war ein Nutzungsüberlassungsvertrag über 25 Jahre der Gemeinde an den Schwäbischen Heimatbund (SHB). Seit 1997 wird neben der Riedbetreuung Umweltbildung und Naturpädagogik angeboten. 1997 wurde das unbeheizbare Sommerklassenzimmer errichtet und im Jahr 2000 die Naturerlebnisschule gebaut. Jährlich besuchen 5.000 bis 6.000 Schüler das Naturschutzzentrum. In Ausstellungen und auf Lehrpfaden wird den Besuchern die Natur- und Entstehungsgeschichte des Rieds erklärt, für Schulen werden spezielle Bildungsprogramme zum Thema Umwelt angeboten.
Im April 2010 war Spatenstich für ein Neubau in modularer Holzbauweise aus heimischen Weißtannenholz mit vier Bereichen: Ausstellung mit Veranstaltungen, Seminarbereich mit Empfang, Verwaltung mit Werkstatt und ein Lager. Das gemeinsame Projekt von Gemeinde und dem Heimatbund wurde 2011 bezogen und hatte ein Investitionsvolumen von 1,8 Millionen Euro, wobei das Haus als öffentliche Einrichtung geführt wird und der Heimatbund als Betreiber fungiert. Der Bau wurde gefördert durch Mittel des Zukunftsinvestitionsprogramms des Bundes in Höhe von 900.000 Euro. Seit Anfang der 1990er Jahre hat der SHB rund 400.000 Euro Fördergelder aus dem Naturschutzfonds erhalten. Eine Indach-Photovoltaikanlage, die fester Bestandteil des Daches ist, wurde von der Schmid-Maier-Rube-Stiftung Stuttgart finanziert.
Des Weiteren gibt es noch die Stiftung „Naturschutz Pfrunger-Burgweiler Ried“, eine Stiftung bürgerlichen Rechts mit Sitz in Wilhelmsdorf, an der der Bund, das Land, die Landkreise Sigmaringen (25 %) und Ravensburg sowie die vier anliegenden Gemeinden Ostrach, Wilhelmsdorf, Riedhausen, Königseggwald sowie der Schwäbische Heimatbund beteiligt sind.

### Wiedervernässung
Das Pfrunger-Burgweiler Ried wurde vom Bund als „sehr bedeutsam“ bewertet und im Jahr 2002 in das Naturschutzgroßprojekt aufgenommen. Es ist eines von zwei Naturschutz-Großprojekten in Baden-Württemberg, das mit Fördergeldern unterstützt wird. Der Förderzeitraum ist auf zehn Jahre ausgelegt. Ziel ist es, das noch vorhandene Moor zu erhalten und zu regenerieren, den mikrobiellen Abbau freiliegender Torfschichten und damit die Lösung von Kohlenstoffdioxid aus dem Torf zu stoppen, sowie seltenen Tier- und Pflanzenarten einen Lebensraum zu bieten. Die Renaturierung des Moorgebiets geschieht durch Wiedervernässung.
Das Pfrunger-Burgweiler Ried wurde jahrzehntelang vom Menschen verändert. Entwässerung, Torfabbau und Landwirtschaft hinterließen ihre Spuren. Das Naturschutzgroßprojekt bietet die einmalige Gelegenheit, das Moor wieder wachsen zu lassen und solchen Tieren und Pflanzen den Lebensraum zurückzugeben, die in der stark genutzten Kulturlandschaft sonst keine Zukunft haben.
Um den Urzustand des Rieds wiederherzustellen, wurde das Projektgebiet (etwa 2600 Hektar) in drei Zonen unterteilt:
1. Im Projektkerngebiet (1453 Hektar, wovon die Stiftung rund 290 Hektar für 2,6 Millionen Euro gekauft hat, geplant waren 400 Hektar[11]) wird durch den Einbau von wasserstauenden Querbalken in Entwässerungskanäle sowie durch die Unterbrechung von Drainagen wieder vernässt. Hierzu kommen Bagger und Hubschrauber zum Einsatz. Unter anderem werden Holzstämme zu den Barrieren transportiert, die das Abfließen des Wassers über die einst erstellten Entwässerungsgräben verhindern sollen. Grabenwehre haben stellenweise bereits zu sichtbaren Erfolgen geführt. Der Rückstau darf nicht über die Projektkerngebietsgrenzen hinausgehen.[13]
2. Die Pufferzone, die sich an das Kerngebiet anschließt, wird extensiviert und von Verbuschung frei gehalten, beispielsweise durch die Beweidung mit robusten Rinderrassen, um Randeffekte zu mildern.[13]
3. In den Randbereichen soll naturnahe Grünlandwirtschaft stattfinden.[13]

Das 6,7 Millionen Euro teure Naturschutzgroßprojekt wird zu 65 Prozent vom Bund, 25 Prozent vom Land, Landkreisen und Gemeinden, sowie zu 10 Prozent von der Stiftung Naturschutz Pfrunger-Burgweiler Ried als Projektträger und dem Schwäbischen Heimatbund finanziert und soll 2012 beendet sein.
Die geschätzten Gesamtkosten betragen für die Wiedervernässung 3,5 Millionen Euro, für die Biotopgestaltung 950.000 Euro und für die Besucherlenkung 350.000 Euro. Voraussetzung für die Umsetzung eines Großteils ist der Erwerb der restlichen Privatflächen in der Projektkernzone durch die Stiftung Pfrunger-Burgweiler Ried. Allein hierfür sind 2,6 Millionen Euro vorgesehen.
Im Oktober 2010 begannen die Wiedervernässungsmaßnahmen im Gewann „Obere Schnöden“ beim Ostracher Ortsteil Burgweiler. Die „Oberen Schnöden“ erstrecken sich auf rund 235 Hektar als ehemaliges Durchströmungsmoor zwischen den bereits vernässten Hochmooren „Tisch“ und „Großer Trauben“. Das früher von Westen nach Osten fließende Wasser wurde zur Gewinnung landwirtschaftlicher Flächen vor allem in den 1950er-Jahren in Drainagen und Gräben gesammelt und so den Flächen entzogen. Um den ursprünglichen Zustand wieder zu erreichen, müssen zunächst die einst geschaffenen Entwässerungsbauten gestoppt werden. An bis zu 500 Stellen wird das Drainagenetz ausgebaggert. Anschließend werden die Verbindungen zwischen den Rohren gekappt, der Graben wieder zugeschüttet und verdichtet. In die Gräben werden Spundwände aus Kunststoff bis in den Mooruntergrund eingesetzt, die das Wasser aufhalten sollen, damit es zurück in die Flächen fließen kann. Damit die Plastikwände sich in die Optik der Landschaft einfügen, werden anschließend kleine Erdwälle über ihnen errichtet. Die Kosten für die Vernässung der „Oberen Schnöden“ liegen bei etwa 1,2 Millionen Euro.
Ende April 2015 waren die Arbeiten des Anstaubauwerks beendet. Es ist so errichtet, dass es einerseits als Staubauwerk im Bett des Tiefenbachs dient und so einen optimalen Wasserstand im Moor gewährleistet, andererseits leitet es überströmendes Wasser so ab, dass es an der unterhalb der Tiefenbachbrücke verlaufenden Gashochdruckleitung keine Schäden anrichten kann.
Daten zum Bauwerk
- Untergrund: bis zu einem Meter Torf über Grundmoräne
- Bauart: 31,5 Meter langer Beton-Kopfbalken (607,45 m ü. NHN) auf Stahlspundwandkasten mit bis zu 5,4 Meter langen Stahlspundwanddielen
- Stauziel: 607,36 m ü. NHN bei Mittelwasser

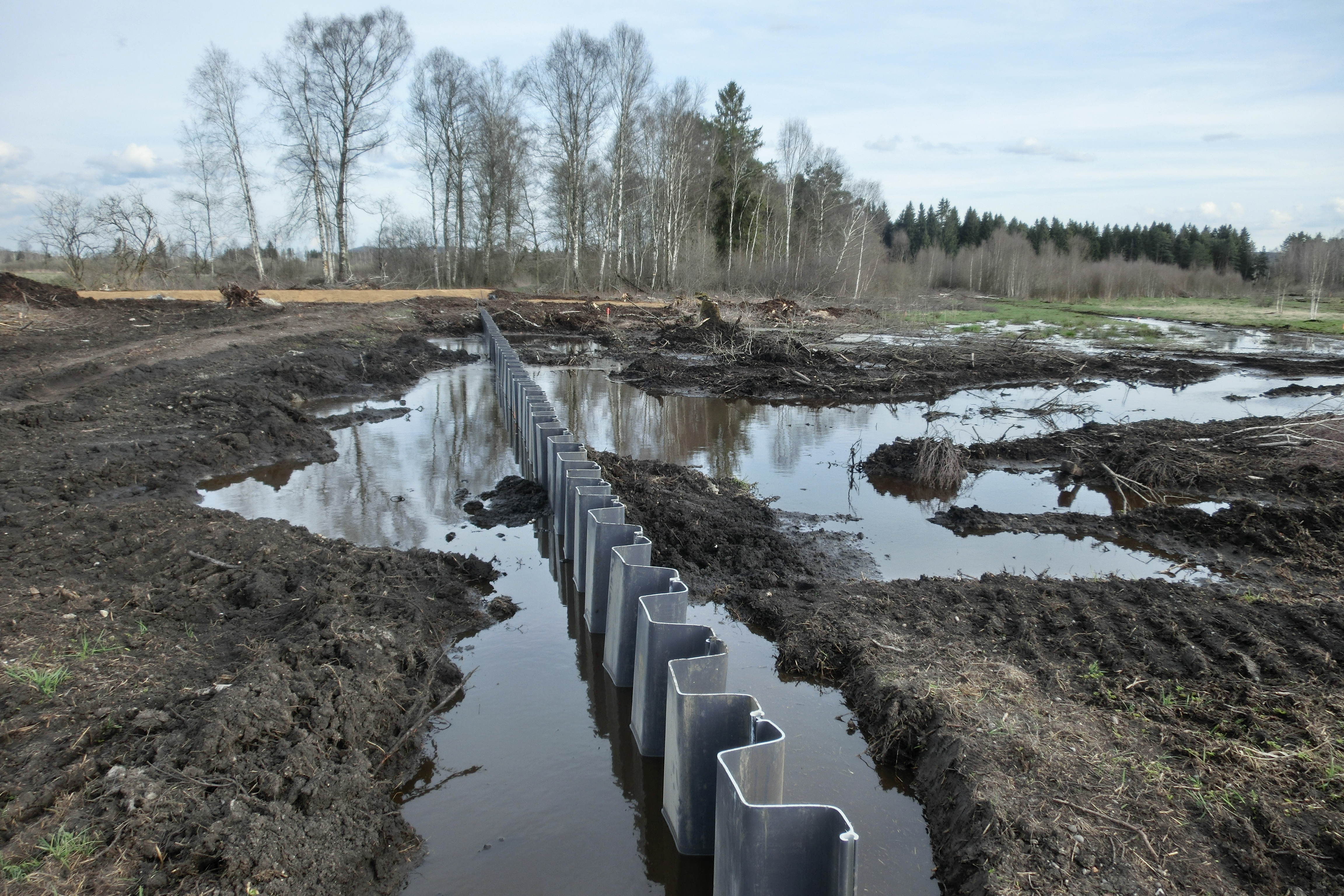
April 2015 Renaturierungsarbeiten
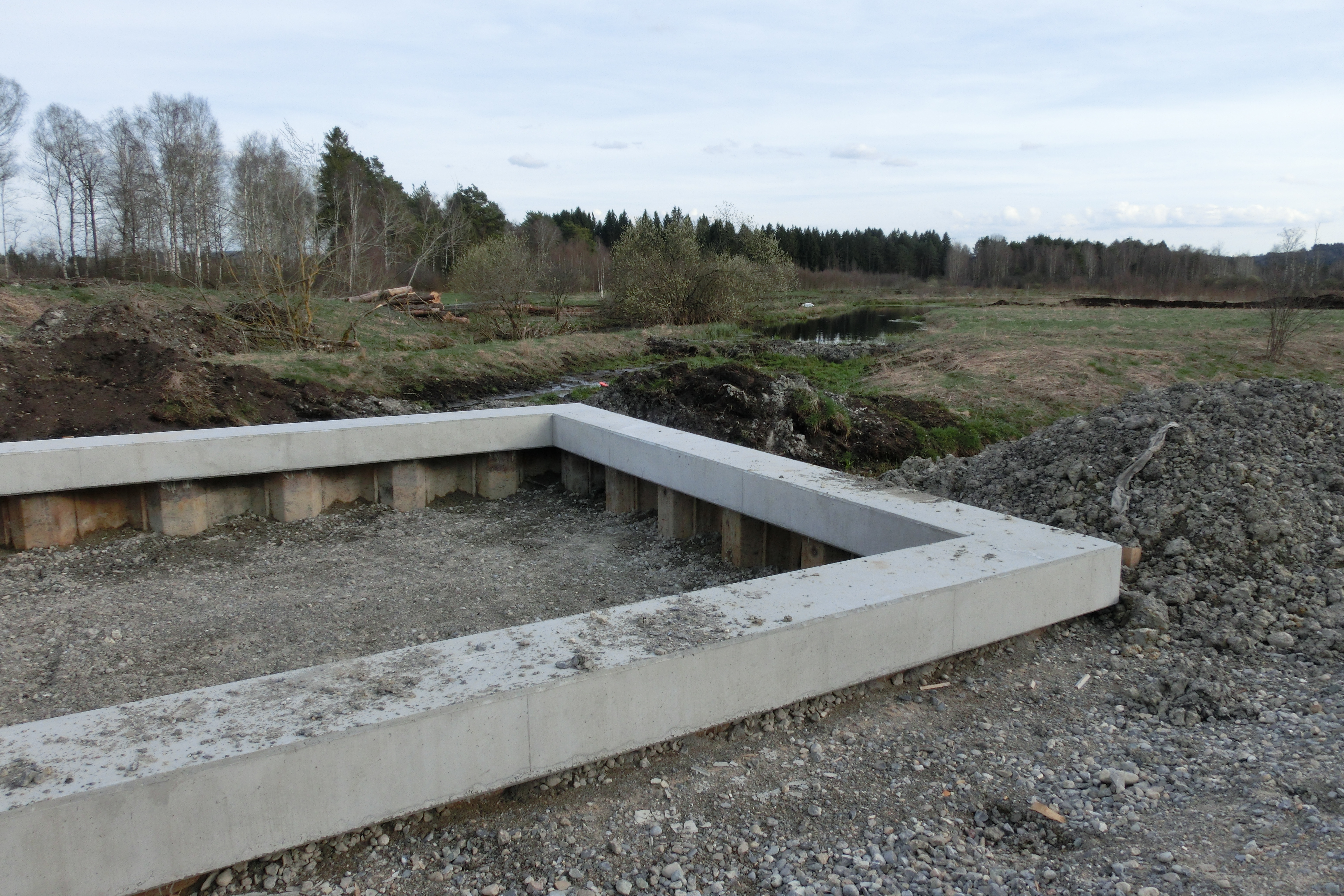
April 2015 Renaturierungsarbeiten
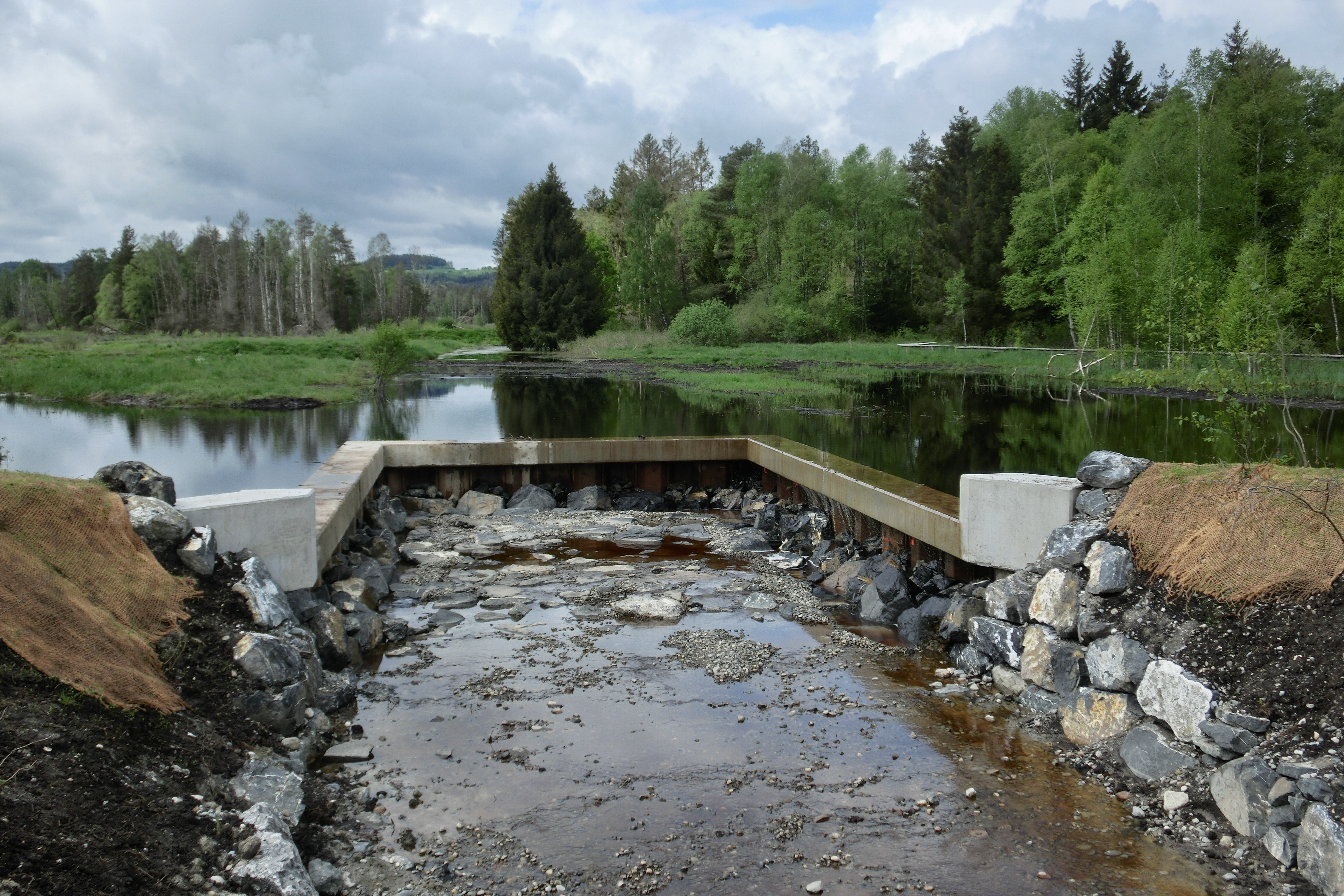
Mai 2015 Anstaubauwerk am Ende der Renaturierungsarbeiten
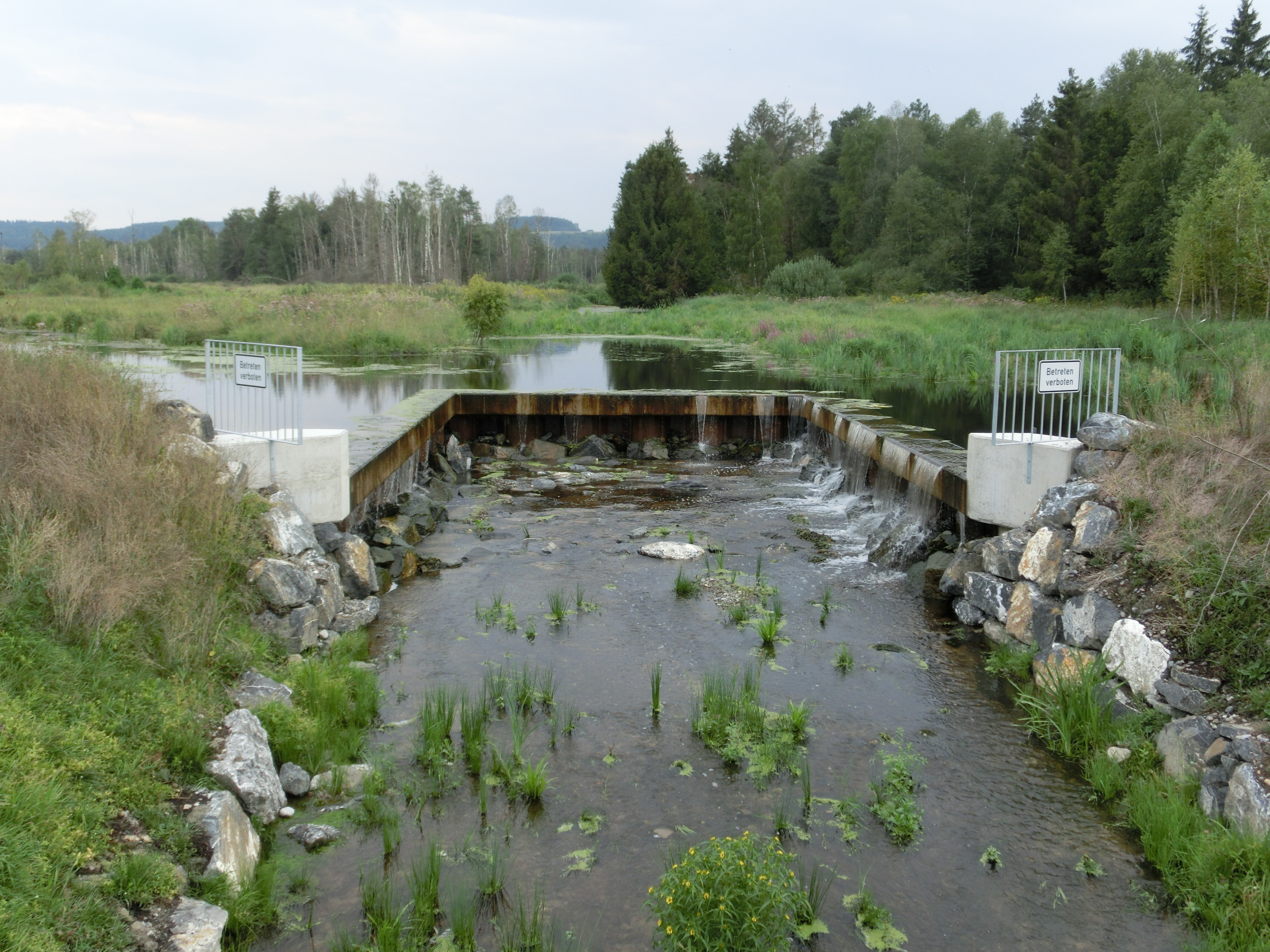
August 2015 Erste Pflanzen haben sich angesiedelt
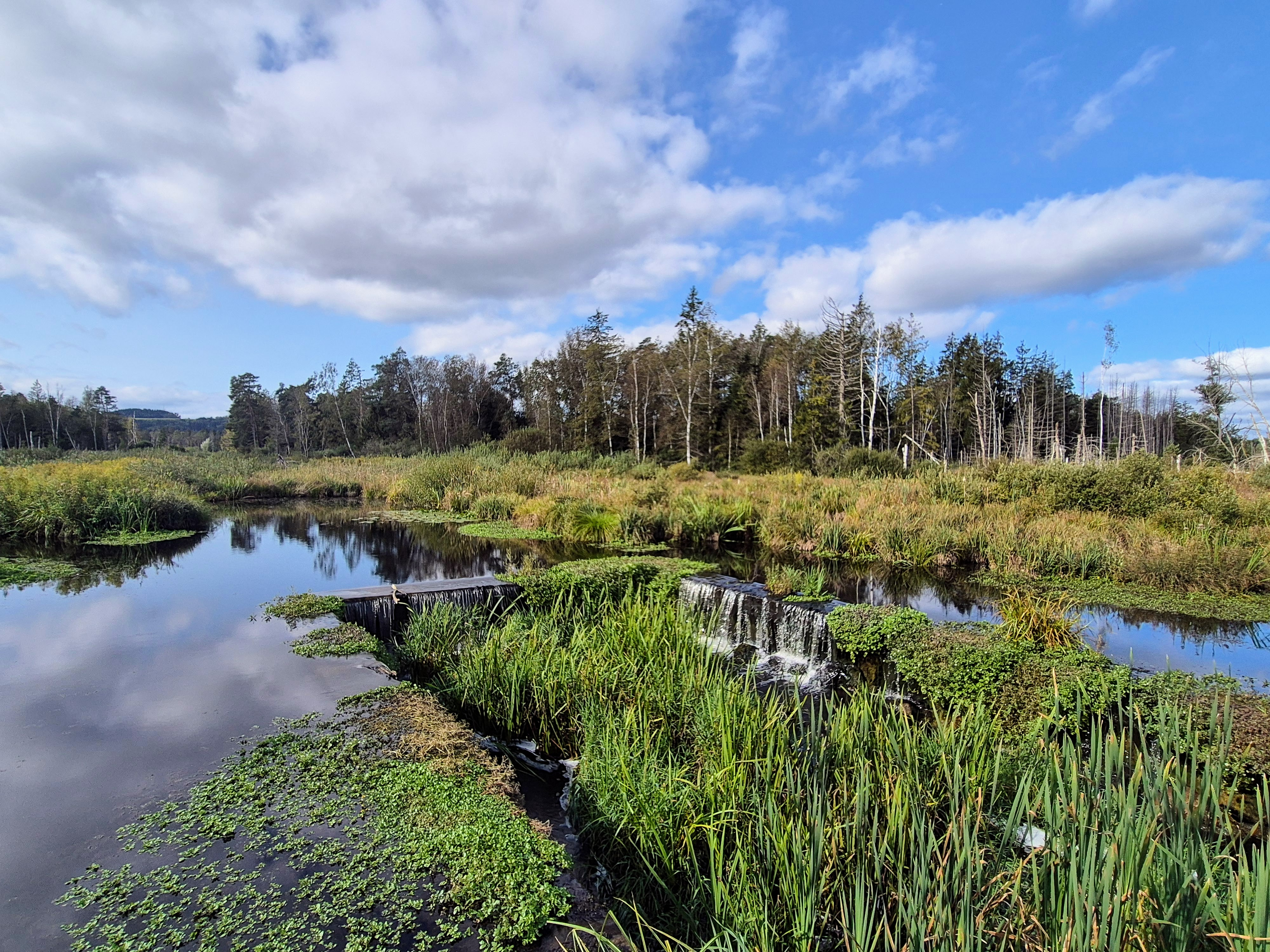
September 2024 Ziel erreicht!

### Bannwald
Der Bannwald im Pfrunger-Burgweiler Ried ist mit einer Fläche von über 440 Hektar der größte Bannwald Baden-Württembergs. Hierzu wurde das Gebiet „Großer Trauben“ mit Hochmoorwald, seit 1980 Naturschutzgebiet, Bannwald seit 1991, über die Schnodenwiesen in den Distrikten „Tisch“ bis in die Hornung erweitert.

Riedlandschaft
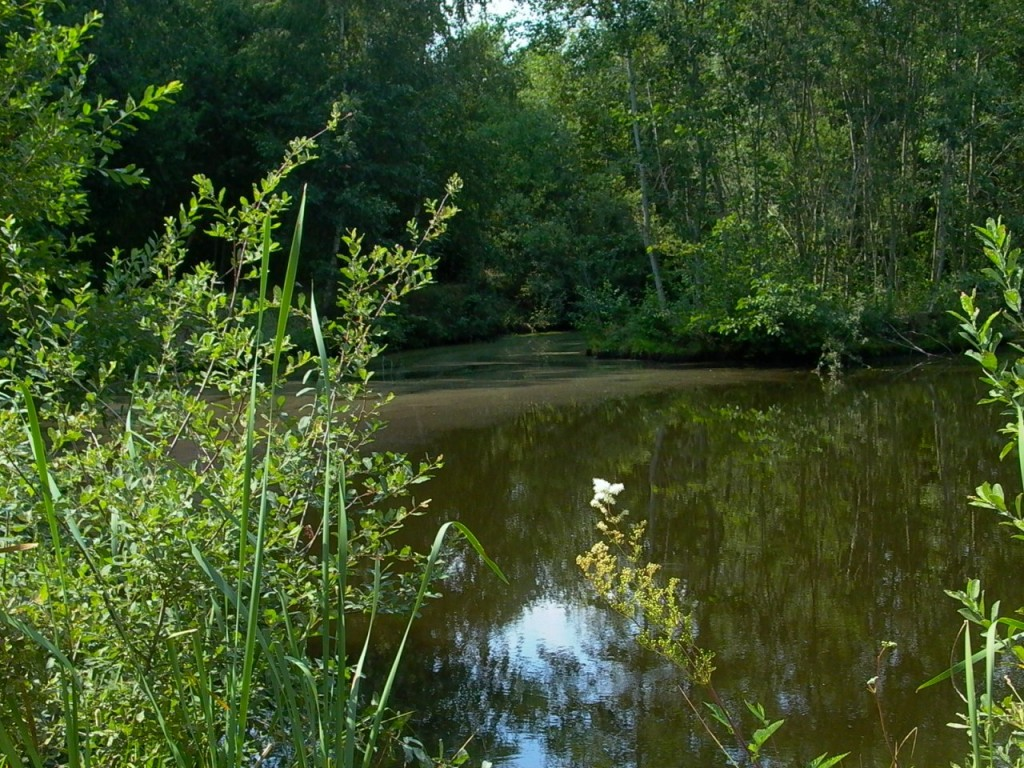
Moorteich im Randbereich
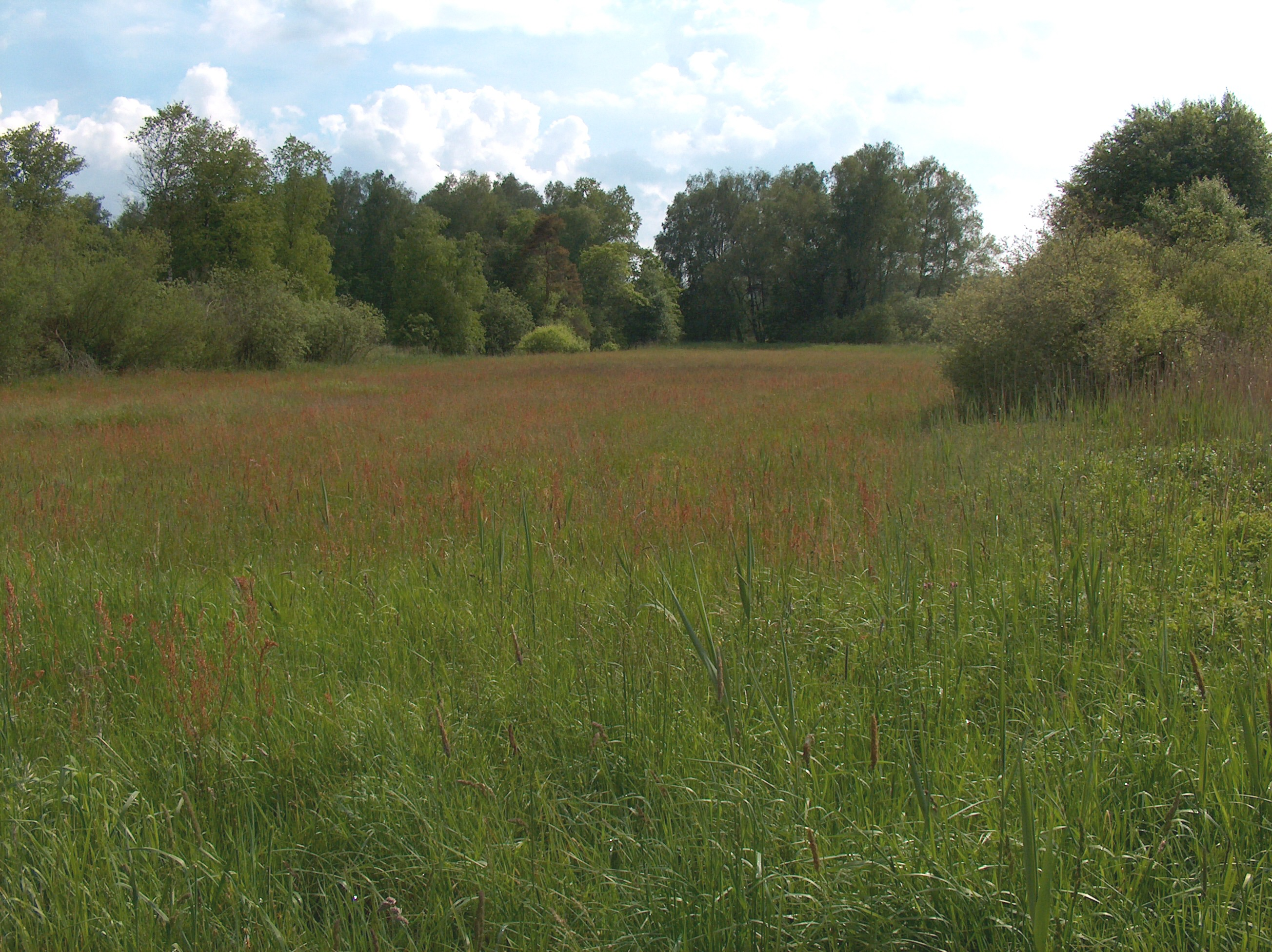
Das Ried im Frühling
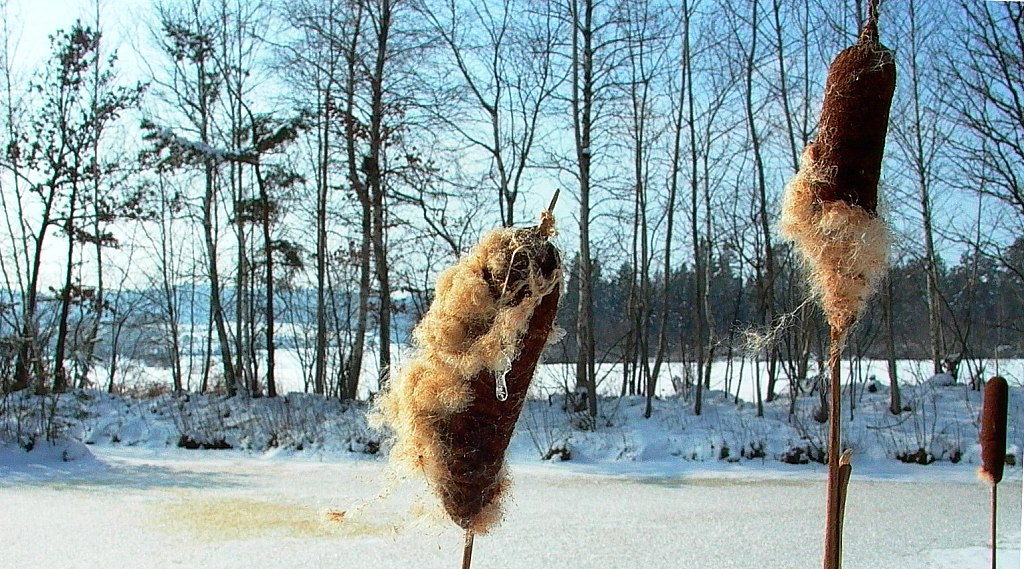
Winter im Pfrunger Ried

## Kritik
Das Naturschutzgroßprojekt führte zur Gründung einer Bürgerinitiative. Als Gegner der Wiedervernässung befürchten diese eine Beeinträchtigung ihrer Gesundheit durch Zunahme der Stechmückenpopulation und der Nebeltage; die Ansiedlung aggressiver, tropischer Stechmückenarten und dadurch Ausbreitung tropischer Erkrankungen; Gefährdung ihrer Sicherheit durch Wasser stauende, überwachsene Mulden; die Zurückdrängung auf dem Gebiet angesiedelter Tier- und Pflanzenarten; unabschätzbare Folgen für Mensch und Natur; rückläufige Besucherzahlen; vermehrtes Austreten von Methan durch Überstauung der Flächen. Allerdings kann die Methan-Emission auf einem geringen Niveau gehalten werden, wenn die Flächen nicht überstaut, sondern – wie im Großprojekt vorgesehen – der Wasserstand 10 bis 30 Zentimeter unter die Grasnarbe angehoben wird.

## Ökologie
Die große biologische Vielfalt des Gebietes wird durch den Artenreichtum unterstrichen. So wurden bislang (Stand September 2010) etwa 670 Pflanzenarten, 39 Säugetierarten (darunter zwölf Fledermausarten) und rund 210 Vogelarten (darunter 107 Brutvogelarten) im Projektgebiet festgestellt.

### Fauna

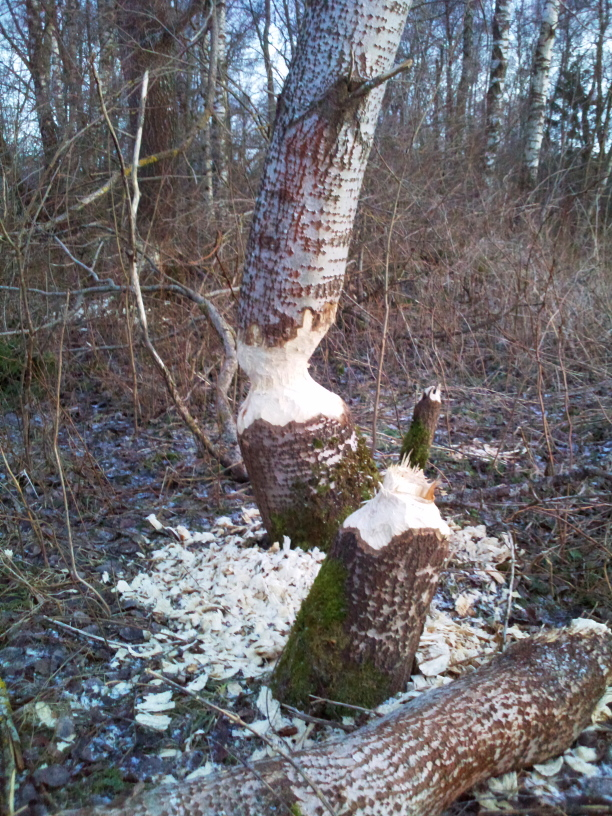
Von einem Biber abgenagter Baumstamm im Pfrunger Ried

Im Pfrunger-Burgweiler Ried sind Tierarten zu finden, die sonst kaum noch anzutreffen sind. Insbesondere Amphibien, die am stärksten gefährdete Tiergattung, profitierten vom Moor. Vögel wie die Bekassine, das Schwarz- und Braunkehlchen oder der Schwarzstorch können beobachtet werden. Zudem befindet sich seit 2005 im Ried eine Biber-Population – seit Oktober 2008 nachweislich. Im oberen Bereich der Ostrach, die hier der Vorflutfunktion dient, wenige Meter unterhalb der Mündung des Hornbaches, errichteten ein oder mehrere Biber einen Staudamm quer durch die Ostrach. Der Damm hielt tausende Kubikmeter Wasser zurück, woraufhin das Wasser nicht nur bis zum oberen Rand der Böschung, sondern zum großen Ärgernis von landwirtschaftlichen Betrieben in Riedhausen und Laubbach auch schon über die Ufer getreten ist. Angrenzende Wiesen rechts der Ostrach wurden überflutet. Der Hornbach überflutete seinerseits den Weg zwischen Ostrachbrücke bei der Laubachmühle und den Parkplatz bei Riedhausen. Dieser Weg soll nach Aussagen der Projektleitung auch in Zukunft als Rad- und Wanderweg im Rahmen der Besucherlenkung erhalten bleiben. Ende November 2008 wurden die von den streng geschützten Nagern in die Ostrach und in den Tiefenbach aus Reisig und Ästen gebauten Dämme um 40 Zentimeter abgetragen, gänzlich durfte das Bauwerk nicht beseitigt werden. Um die Biber in Zukunft von der Ostrach abzuhalten, wurde ein Weidezaundraht mit Stromführung über dem Wasserspiegel angelegt.
Seit 2005 werden sechs Robustrinderherden der Rassen Galloway, Scottish Highland und Heckrinder zur Beweidung für die Offenhaltung und Pflege von 180 Hektar der Randbereiche des Riedschutzgebietes eingesetzt.

### Flora

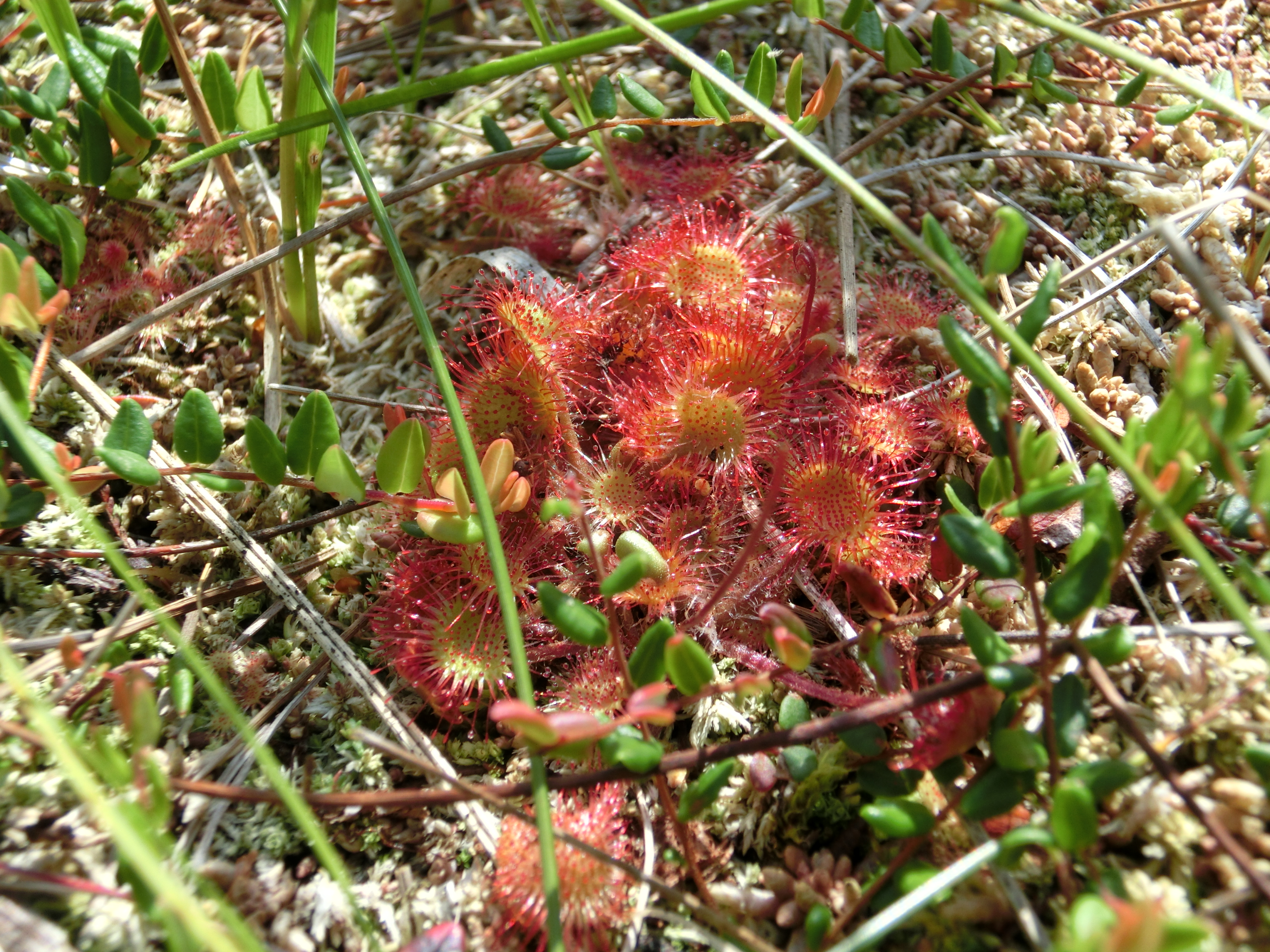
Rundblättriger Sonnentau

Der seltene Rundblättrige Sonnentau (Foto) findet in den dauernassen Gebieten mit nährstoffarmen Boden Siedlungsgemeinschaft mit den Torfmoosen.

## Wanderwege
Neben dem unten beschriebenen Riedlehrpfad sind die vier Wanderwege „Weite Wiesen“ (12 km), „Bannwald“ (rund 5,5 km), „Moorseen“ (etwa 6 km) und „Großer Trauben“ (rund 10 km), ausgewiesen. Infotafeln und Karten sind an den Wanderparkplätzen am Naturschutzzentrum, am Riedhof und in Ulzhausen aufgestellt.

### Riedlehrpfad

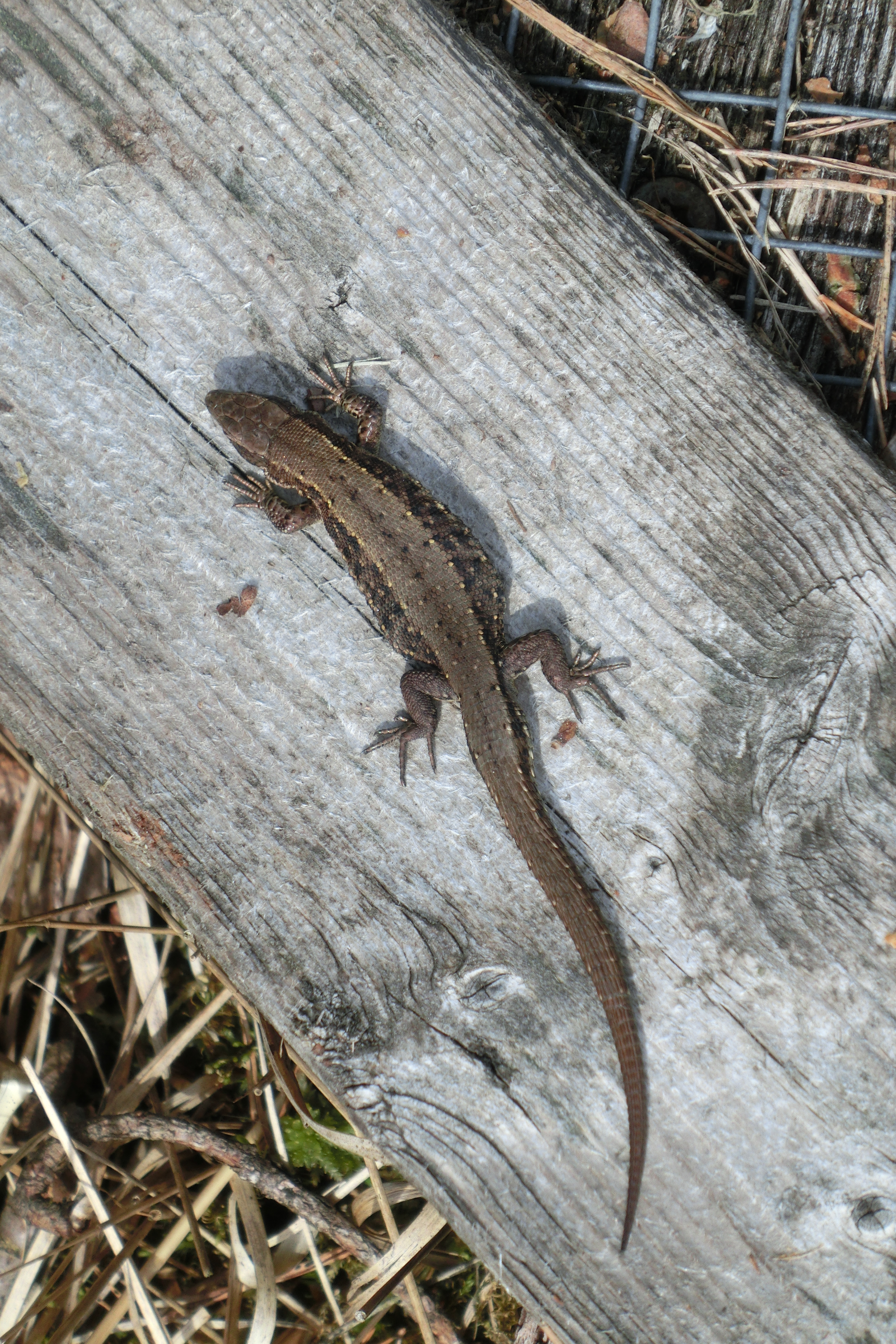
Waldeidechse beim „Überwachsenen See“

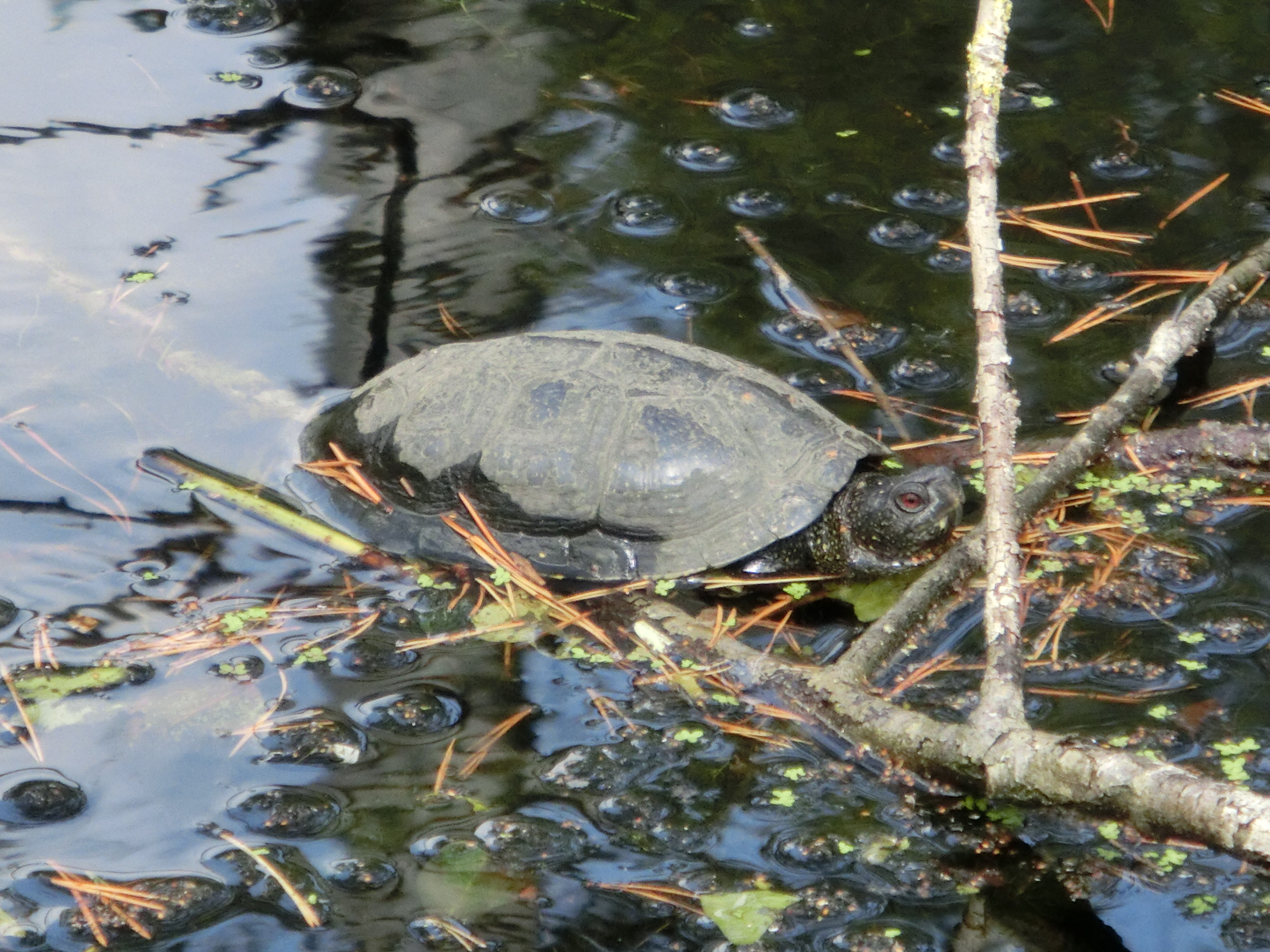
Europäische Sumpfschildkröte

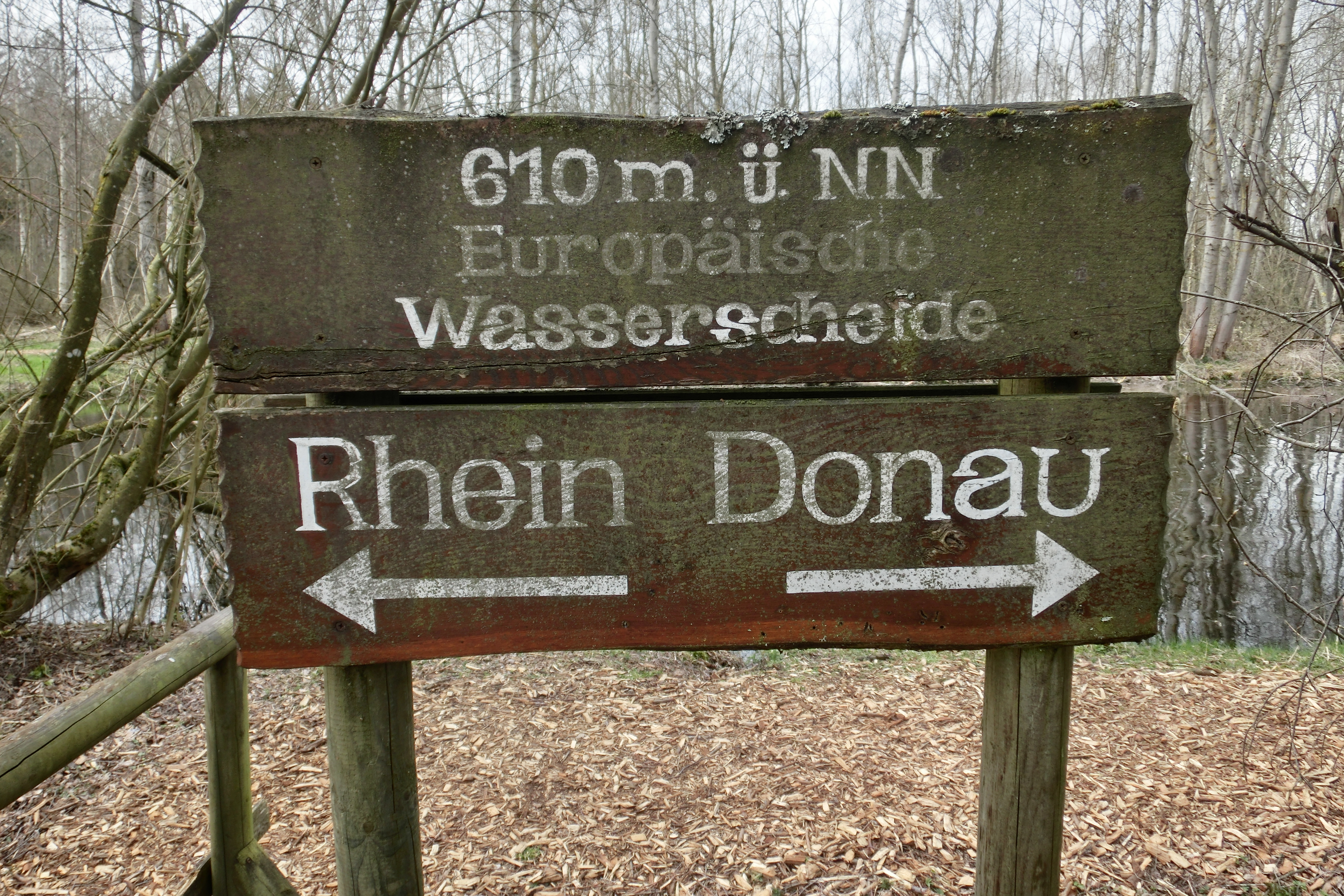
Hinweis auf die Europäische Wasserscheide

In den 1980er und 1990er Jahren wurde das Pfrunger Ried vom Naturschutzbund Deutschland (NABU) in Zusammenarbeit mit Patienten und Arbeitstherapeuten der Suchtklinik Fachkrankenhaus Ringgenhof (siehe Zieglersche Anstalten) durch das Anlegen zweier Rundwanderwege bzw. Lehrpfade im Moor erschlossen. Die Instandhaltung der Rundwanderwege erfolgt seitdem durch Personen des Fachkrankenhauses.
An den Pfaden sind rund 40 Tafeln aufgestellt; sie geben Informationen zur Entstehung des Rieds, zu den Moorökosystemen, Tieren und Pflanzen.
Stationen (Auswahl)
- Imkerei – Die Biene als Honigsammlerin und Wie die Bienen Honig machen
- 6: Vögel der Riedseen – Blässhuhn, Eisvogel, Flussseeschwalbe, Höckerschwan, Lachmöwe, Reiher-, Stock- und Tafelente oder Zwergtaucher, die Vögel – egal, ob Einheimische oder Zuggäste – gehören zu den auffälligsten Bewohnern der Feuchtbiotope.
- 7: Sumpf- und Wasserpflanzen
- 8: Reptilien – Fünf Arten von Kriechtieren leben im Ried: die Kreuzotter, die Europäische Sumpfschildkröte, die Blindschleiche, Wald- und Zauneidechse.
- 9: Amphibien – Gras-, Laub-, Moor- und Wasserfrosch sowie Erdkröte und Bergmolch sind im Ried nachgewiesen.
- 10: Libellen – Über 40 Arten, viele von ihnen werden auf der Roten Liste gefährdeter Arten geführt, konnten bisher im Ried nachgewiesen werden, unter anderem die Große Königslibelle, der Große Blaupfeil, der Vierfleck sowie die Glänzende Smaragdlibelle.
- Europäische Wasserscheide Rhein/Donau – Hier befindet sich auf einer Höhe von 610 m ü. NHN die Europäische Wasserscheide; der nördliche Teil des Pfrunger-Burgweiler Rieds wird über die Ostrach in die Donau, der südliche Teil über die Rotach in den Rhein entwässert.
- 11 bis 19: Entstehung des Rieds
- 21: Die Geschichte der Torfernte
- 22: Ein Grenzpfahl hält Rückschau – Hier verlief früher die Landesgrenze zwischen dem Großherzogtum Baden und dem Königreich Württemberg.
- 23: Bemerkenswerte Pilze des vermoorten Riedes und der mineralischen Inseln sind der Birkenporling, die Espen-Rotkappe, der giftige Kahle Krempling, der Hallimasch, die Herkuleskeule sowie der giftige Kirschrote Spei-Täubling.
- 24: Beeren im Ried – Heidelbeere, Gewöhnliche Moosbeere, Preiselbeere und Rauschbeere gedeihen auf dem sauren Torfboden des Rieds.
- 25: Zwischenmoor NSG „Überwachsener See“
- Von Spinnen, Schrecken, Grillen und Wespen
- 26: Historische Dreiländer-Ecke – Hier, am ehemaligen Dreiländereck, trafen bis 1806 die Gebiete des Deutschritterordens Altshausen (Amt Pfrungen), der Reichsabtei Weingarten (Amt Esenhausen) und der Grafschaft Fürstenberg-Heiligenberg (Amt Illwangen) zusammen.
- 28: Moose – Wasserspeicher, Torfproduzenten und Architekten der Moore – Etwa einhundert von weltweit über 16.000 Moos-Arten sind im Ried nachgewiesen.
- 29: Hochmoor Eulenbruck
- 31: Die Farngewächse der Moorlandschaft
- 33: Insekten-Nistwald
- 34: Zu den Säugetieren im Ried zählen unter anderem Biber, Bisam, Haselmaus, Rötelmaus, Siebenschläfer, Wasserfledermaus, Wasserspitzmaus sowie die Zwergmaus.
- 35: Teiche und Tümpel – Lebensraum für Insekten
- 38: Acker-Wildkräuter
- 39: Alte Getreidesorten

## Bannwaldturm

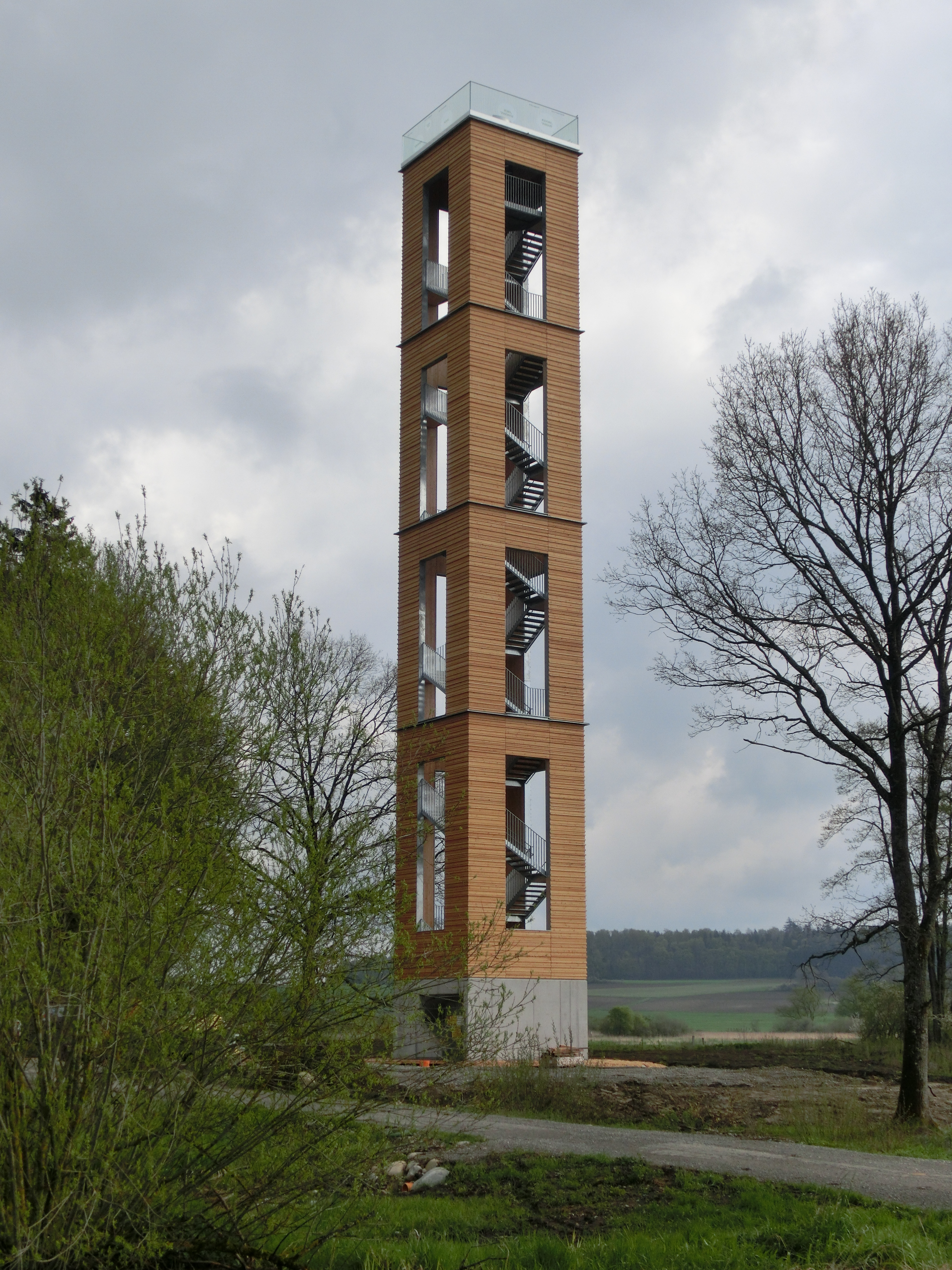
Bannwaldturm

Der Bannwaldturm ist ein 38,8 Meter hoher Aussichtsturm, den die Gemeinde Ostrach 2016 am südöstlichen Ende des Hornungs errichten ließ. 218 Stufen führen zum Dachpodest des hölzernen Turms, von dem aus sich eine 360°-Rundumsicht auf den Bannwald und das Ried bietet.

## Der Streit um den Namen
Ein lokalpolitisches Kuriosum ist der Namensstreit des Moorgebiets: In der Bevölkerung hat sich die Bezeichnung „Pfrunger Ried“ eingebürgert.
Auf der Homepage der Gemeinde Ostrach findet sich allerdings zur Namensgebung die Anmerkung: Da der größere Teil des Riedes auf der Gemarkung der Gemeinde Ostrach liegt, ist die Bezeichnung „Burgweiler-Pfrunger Ried“ fachlich korrekt und sollte statt Pfrunger- bzw. Pfrunger-Burgweiler Ried verwendet werden.
Die Homepage der Gemeinde Wilhelmsdorf spricht hingegen vom „Pfrunger-Burgweiler Ried“.